# Джинд (округ)
Джинд (англ. Jind, хинди जींद जिला) — округ в индийском штате Харьяна. Образован в 1966 году. Административный центр округа — город Джинд. Разделён на три подокруга — Джинд, Нарвана и Сафидон. По данным всеиндийской переписи 2001 года население округа Джинд составляло 1 189 872 человека. Уровень грамотности взрослого населения составлял 52,33 %, что ниже среднеиндийского уровня (59,5 %).